# Raad voor de Journalistiek (België)
De Raad voor Journalistiek is een Belgische onafhankelijke instelling voor zelfregulering van de media die werd opgericht op 6 maart 2002. De Raad voor de Journalistiek behandelt klachten over de journalistieke beroepspraktijk.
De Raad voor de Journalistiek bestaat uit zesendertig leden: twaalf journalisten, twaalf afgevaardigden van de mediaorganisaties en twaalf externe leden of vertegenwoordigers van het publiek of de samenleving. De secretaris-generaal is het permanente aanspreekpunt van de Raad voor de Journalistiek.
De instelling heeft geen bevoegdheid om sancties op te leggen, wel geeft zij haar mening in de vorm van een uitspraak over de gevolgde handelwijze in journalistiek. Die handelwijze wordt getoetst aan een aantal ethische codes, zoals de "Verklaring van de rechten en plichten van de journalist" (1971) en de "Code van journalistieke beginselen" (1982).